# Reconquista
Reconquista (în română: Recucerirea) a fost procesul prin care regatele creștine din nordul Hispaniei (Spania și Portugalia de astăzi) au recucerit peninsula Iberică de la musulmani (arabi și mauri). Recucerirea a durat timp de aproape 800 de ani. Cucerirea Hispaniei de către Umayyazi de la vizigoți a avut loc la începutul secolului al VIII-lea și se consideră de obicei că Reconquista a început aproape imediat, în 722, odată cu bătălia de la Covadonga, și s-a încheiat în 1492, prin cucerirea Granadei.
În 1236 ultima fortăreață musulmană din Granada a fost cucerită de Ferdinand al III-lea de Castilia, după care Granada a devenit stat vasal al regatului creștin pentru următorii 250 de ani. La 2 ianuarie 1492, ultimul conducător musulman din regiune, Abu 'abd Allah Muhammad XII (sau Boabdil din Granada), s-a predat lui Ferdinand al II-lea de Aragon și reginei Isabela a Castiliei ("Regii Catolici"). Prin aceasta s-a ajuns la crearea statului Romano-Catolic unit care a cuprins aproape tot teritoriul Spaniei de astăzi. Regatul Navarei a rămas separat până în 1512.
În anul 1147, în perioada 1 iunie-24 octombrie, Afonso I al Portugaliei a fost ajutat de către cruciații participanți la cruciada a II-a să cucerească Lisabona. Mulți dintre cruciați au ales să rămână în orașul proaspăt cucerit, iar ceilalți dintre cruciați au ajuns în Țara Sfântă.
Reconquista Portugaliei a culminat în 1249 cu eliberarea regiunii Algarve de către regele Afonso al III-lea al Portugaliei.
Unificarea teritorială și centralizarea politică în Peninsula Iberică au avut loc în condițiile Reconquistei. În esență, unificarea teritorială a Spaniei s-a realizat în 1469, prin unirea regatelor Aragonului și Castiliei, în urma căsătoriei lui Ferdinand, moștenitorul tronului Aragonului, cu Isabella, moștenitoarea Castiliei. Ca urmare a politicii duse de cei doi suverani catolici, la finele veacului al XV-lea Spania devine unul dintre cele mai puternice state centralizate din apusul Europei.

## Context
În 711, musulmanii mauri, în principal soldați berberi cu unii arabi, au traversat strâmtoarea Gibraltar și au început cucerirea Regatului vizigot. După cucerirea teritoriilor iberice, musulmanii au traversat Pirineii și au preluat controlul Septimaniei în 719, ultima provincie a regatului vizigot care a fost ocupată. De la bastionul lor din Narbonne, ei au lansat raiduri în Ducatul Aquitaniei.

## Stăpânirea islamică
După stabilirea unui emir local, califul Al-Walid I, conducător al Califatului Umayyad, a eliminat mulți dintre comandanți musulmani experimentați. Tariq ibn Ziyad, primul guvernator al provinciei noi cucerite a fost rechemat la Damasc și înlocuit cu Musa bin Nusair, care fusese fostul sau superior. fiul lui Musa, Abd al-Aziz ibn Musa, se pare că s-a căsătorit cu Egilona, și a stabilit guvernul său regional în Sevilla. El a fost suspectat de a fi sub influența soției sale, acuzat de a dori să se convertească la creștinism. Califul Al-Walid I a murit în 715 și a fost succedat de fratele lui Suleyman Ibn Abd al-Malik. Sulayman pare să fi pedepsit supraviețuitor Musa bin Nusair, care a murit în curând în timpul unui pelerinaj în 716. În final vărul Abd al-Aziz ibn Musa, Ibn Ayyub Habib al-Lakhmi a devenit emirul de Al-Andalus.